# Ergasticus clouei
Ergasticus clouei is een krabbensoort uit de familie van de Inachidae. De wetenschappelijke naam van de soort werd in 1882 voor het eerst geldig gepubliceerd door Alphonse Milne-Edwards.
De soort werd ontdekt op 6 juli 1881 in de Middellandse Zee ter hoogte van Toulon op een expeditie van het Franse schip Travailleur. De naam Ergasticus komt van het Grieks voor "arbeider" (travailleur in het Frans), terwijl clouei verwijst naar de admiraal Georges Cloué die als toenmalig Frans minister van de marine de expeditie mede mogelijk maakte.